# Hiromicu Isogai
Hiromicu Isogai (japonsko 礒貝 洋光), japonski nogometaš, * 19. april 1969.
Za japonsko reprezentanco je odigral dve uradni tekmi.